# Африканский французский язык
Африканский французский — совокупность диалектов французского языка на территории бывших колоний Франции в Африке, входящих в состав романской группы индоевропейской языковой семьи. Развился на основе французского языка, выступившего в качестве суперстрата, и подвергнутого значительным фонетическим и грамматическим изменениям под влиянием коренных языков народов Африки. Однако официальным языком в африканских франкоязычных государствах является французский. Африканский французский является лишь языком устного общения, но количество и величина отклонений от французского языка Франции настолько велики, что нельзя не выделить этот диалект в отдельную статью.

## Фонетика
В первую очередь, все африканские диалекты можно охарактеризовать отсутствием твердости произнесения звуков, свойственной французскому языку. Именно эта антропологическая особенность способствовала и способствует значительному отдалению африканского французского от оригинального языка. Выражается она в оглушении звонких согласных в конце ритмических групп, вернее в конце слов. Так как речевой поток африканского французского разбивается в основном на слова, а не на ритмические группы, как в самом французском языке. Например:
| Язык        | Произношение |
| ----------- | ------------ |
| Французский | rêve [rɛːv]  |
| Африканский | rêve [rɛf]   |

Другой отличительной фонетической особенностью вызванной отсутствием твердости произношения является неразличение гласных звуков [e], [ɛ], [ɘ] и [ø], которые превратились в африканском французском в очень расслабленное [ɛ]. Таким образом появляются дополнительные омонимы в языке. Например, слова и фразы «l’heure» и «l’air», «peur» и «père», «je» и «j’ai», «je vais» и «je veux», «le» и «les» звучат абсолютно одинаково.
Так же дело обстоит со многими согласными звуками. Так, в зависимости от окружения звук [d] может смягчаться до [dz], как в слове «день», либо до звука [ʤ], как в английском слове «jazz». При этом интенсивность искажения звука зависит более от предпочтений говорящего, нежели от позиции звука. Связано это с социальным фактором: «…с отношением африканского населения к своему колониальному прошлому и попыткой обособления от всего французского» (цитата Фили М. Дьяло, политолог, Мали). Например, фраза «je vais» будет звучать как [ʤɛ vɛ], а глагол «manger» — как [manʤɛ].
Кроме того, необходимо заметить процесс исчезновения назализации гласных. Так, в том же глаголе «manger» первый слог звучит как в русском слове «манка». Отрицание «non» звучит как [no]. А слова «bon» и «beau» более неразличимы. Назализация лишь частично сохраняется в африканском французском.
Ещё одной яркой особенностью является сокращение слов. Французы тоже любят сокращать слова, но в африканском варианте это приводит к очень сильному изменению внешнего облика слов. Например, очень узнаваемое французское слово «Diable» в африканском французском превратилось в [ʤap]. То есть в этом слове не изменился только звук [a].
Долгота гласных звуков теряет свою смысловую нагрузку полностью. Гласные произносятся коротко либо долго только в зависимости от предпочтений говорящего.
В африканском французском нет гортанного звука [r].

## Морфология
Во-первых, что сразу бросается в глаза, вернее на слух, это частое опущение личных местоимений. Порядок их применения как в итальянском языке.
Артикли «le» и «la» местное население из-за неграмотности часто путает и, так как неграмотно большинство, неправильное употребление артиклей вошло в норму.
Так как исчезла дифференциация звуков [ɘ] и [e], то есть слова «je» и «j’ai» звучат одинаково, то вслед за этим категория прошедшего времени тоже изменилась. На слух времена Passé Composé и Imparfait неразличимы. Например, je mangeais и j’ai mangé, оба варианта, произносятся как [ʤɛ manʤɛ]. Усугубляет это тот факт, что из-за неграмотности местного населения все глаголы в прошедшем времени спрягаются с глаголом avoir, либо вообще без него, так как на слух определить это невозможно. Почти все типы глаголов спрягаются в прошедшем времени также, как и глаголы первого спряжения. Например, фраза «je suis venu» звучит как [ʤɛ vɛnɛ], а фраза «il est venu» — [il a vɛnɛ].
В африканском французском полностью исчезло Futur Simple, так же как и все сложные времена. Категорию будущего времени отражает либо Futur Proche, либо Présent с участием определённых лексических маркеров, таких как завтра, потом, вечером, через год, когда-нибудь и т. д. Например, фраза «il vient le prochain an» означает «он приедет в следующем году». Причём временные рамки африканского ближайшего будущего не ограничены ближайшим будущим. Таким образом, система времен африканского французского представлена только одним прошедшим (образовавшимся от слияния Passé Composé и Imparfait), одним настоящим и условно ближайшим будущим.

## Синтаксис
Порядок слов в предложении достаточно свободен. Например, имела место такая фраза [ʤɛ vy twa dan la rɛf, ty ɛtɛ ʤap], что означает «я видела тебя во сне, ты был дьяволом». Сравните с французским: Je t’ai vu dans mes rêves, tu étais le diable [jɘ te vy dã mɛ rɛːv, ty ete lɘ djabl].

## Лексика
В плане лексики можно сказать о большом количестве заимствований из местных языков, в частности арабского, бамбара, волоф и т. д.
А также о большом количестве архаизмов, то есть слов, употреблявшихся во времена французских колоний, но ныне устаревших и вышедших из употребления в современном французском.